# Гражданский кодекс Квебека
Гражда́нский ко́декс Квебе́ка (фр. Code civil du Québec) — действующий гражданский кодекс в провинции Квебек (Канада). Гражданский кодекс Квебека вступил в силу 1 января 1994, за исключением нескольких параграфов части о семейном праве, которые были приняты Национальным собранием в 1980-е гг. Он заменил собой Гражданский кодекс Нижней Канады (фр. Code civil du Bas-Canada), принятый Законодательным собранием Провинции Канада в 1865 и действовавший с 1 июля 1866.

## Сфера действия Гражданского кодекса
Сфера действия описана в его предварительном положении:
Гражданский кодекс Квебека в соответствии с Хартией прав человека и свобод и общими принципами права регулирует отношения между людьми и права собственности.
По существу Гражданский кодекс — это совокупность норм и правил, в которой по всем рассматриваемым вопросам изложены общие правовые принципы; это закон, применяющийся во всём Квебеке и содержащий как прямо выраженные, так и подразумеваемые положения. По вопросам, рассматриваемым в Кодексе, он является основным для всех других более конкретных законов, хотя другие законы могут дополнять Кодекс или составлять исключения из него.
Гражданский кодекс является краеугольным камнем законодательства Квебека, поэтому в него часто вносятся поправки, чтобы он соответствовал потребностям современного общества.
В Гражданском кодексе Квебека более 3000 параграфов, которые объединены в крупные группы и подгруппы: части, разделы, главы и подразделы. Кодекс состоит из десяти частей:
1. Лица
2. Семья
3. Наследование
4. Право собственности
5. Обязательства
6. Преимущественное требование и ипотека
7. Свидетельство
8. Право давности
9. Лишение прав
10. Международное частное право

## История Гражданского кодекса Квебека

### Французский колониальный период
С 1608 по 1664 гг. первые колонисты Новой Франции придерживались обычного права (фр. coutume), действовавшего во Франции. В 1664 г. король Франции в статье 33 декрета об учреждении Вест-Индской компании определил, что основным источником права в Новой Франции будет служить парижский обычай (фр. coutume de Paris). Позднее власти добавили к нему le droit français de la métropole, то есть французское право. Оно включало в себя декреты и указы (ordonnances royales), каноническое право, касающееся брака, и римское право, касающееся обязательств, например, договоров и гражданских правонарушений. Также действовали указы королевских интендантов (ordonnances des intendants) и приказы и решения, объявленные Верховным советом (Conseil souverain).
Королевский интендант отвечал за отправление правосудия в колонии, а юристам было запрещено там практиковать. Большинство споров решалось местными нотариусами или приходскими священниками в порядке третейского суда, очень похожем на суд в Древнем Риме. Несмотря на то что зависимость от феодального французского права означала, что Новая Франция была разделена на фьефы (seigneurie), феодалы (или сеньоры) не имели в Новой Франции той же судебной свободы, какой они пользовались во Франции; например, вся уголовная юрисдикция принадлежала интенданту. По этой причине, хотя правом Новой Франции и был парижский обычай, у колонистов было мало доступных средств, чтобы его реализовать.

### При Британской империи
После отказа Франции от прав на Канаду ради сохранения Гваделупы по Парижскому договору (1763) Канада перешла под британское право. Однако по всей провинции продолжала одинаково применяться помещичья система землевладения. В 1774 г. британский парламент принял Акт о Квебеке, восстановивший старое французское гражданское право для частного права и сохранивший английское common law для публичного права, в том числе для уголовного преследования. В результате современный Квебек — одна из небольшого количества двухправовых территорий в мире, где сосуществуют две правовые системы.
Акт о Квебеке был отвергнут английским меньшинством, считавшим, что британские граждане должны подчиняться английскому праву. Конституционный акт 1791 разрешил этот спор путём образования Верхней Канады к западу от реки Оттавы (где действовало английское common law) и Нижней Канады (вдоль реки Святого Лаврентия (где сохранялось гражданское право).

### Принятие Гражданского кодекса Нижней Канады
Основной закон 1866 года Гражданский кодекс Нижней Канады, главным образом, был создан на базе судебных толкований права, действовавшего на тот момент в Нижней Канаде. Работа Комиссии по кодификации также учитывала опыт модернизации в Кодексе Наполеона 1804 года. В период Канадской конфедерации в Гражданском кодексе Нижней Канады было заменено большинство законов, происходивших от парижского обычая, и туда были включены некоторые элементы английского права, применявшиеся в Нижней Канаде, такие как английские правовые нормы о доверительной собственности. Старый Гражданский кодекс был навеян Луизианским гражданским кодексом, движением Полевого кодекса в Нью-Йорке и правом кантона Во.

### Исправленный Гражданский кодекс Квебека
В 1955 Правительство Квебека начало реформу Гражданского кодекса принятием Закона об исправлении Гражданского кодекса (фр. Loi concernant la révision du Code civil). Была учреждена служба по исправлению Гражданского кодекса, составлявшая отчёты, проводившая консультации и вчерне представившая Гражданский кодекс с комментариями квебекскому Национальному собранию в 1978 г. После дополнительных консультаций в 1980-е гг. были приняты некоторые разделы части о семье. Консультации продолжались до начала 1990-х, и полностью Гражданский кодекс был принят 18 декабря 1991 г., а вступил в силу в 1994 г.
Правительство Канады провело пересмотр всех федеральных законов, связанных с частным правом, чтобы они учитывали терминологию, понятия и институты квебекского гражданского права, и 31 января 2001 вынесло на обсуждение Закон о гармонизации федерального и гражданского права (№ 1). Этот законопроект был принят Парламентом Канады и получил королевскую санкцию 10 мая 2001 г. Последующий Закон о гармонизации федерального и гражданского права (№ 2) был принят Парламентом и получил королевскую санкцию 15 декабря 2004.
Процесс преобразования, заменивший Гражданский кодекс Нижней Канады на Гражданский кодекс Квебека, стал крупнейшей законодательной рекодификацией в гражданско-правовой юрисдикции.
Гражданский кодекс Квебека на момент его принятия был законченным сводом гражданского права в Квебеке, включающим судебные толкования положений кодекса, в том числе широкого понятия личная жизнь, защиты прав личности и параграфа о наследовании залога.